# Fafà Picault
 
2025- Inter Miami
Fabrice « Fafà » Picault, né le 23 février 1991 à New York aux États-Unis, est   un joueur américain de soccer, d'origine haïtienne.  Il joue au poste d'attaquant.
Depuis 2023, il joue pour la sélection haïtienne de soccer. Il a également joué pour celle des États-Unis entre 2016 et 2018.

## Biographie

### En club
Fafà Picault inscrit douze buts en NASL avec les Strikers de Fort Lauderdale lors de la saison 2014.
Le 9 novembre 2022, Picault est transféré au Nashville SC pour 100 000 dollars et 150 000 dollars en bonus éventuels selon ses futures performances en 2023.

### En sélection
Il reçoit sa première sélection en équipe des États-Unis le 22 mai 2015, en amical contre Porto Rico (victoire 1-3).

## Palmarès
Nashville SC
- Finaliste de la Leagues Cup en 2023